# Галеїва (Гаваї)
Галеїва (англ. Haleiwa) — переписна місцевість (CDP) в США, в окрузі Гонолулу штату Гаваї. Населення — 4941 особа (2020).

## Географія
Галеїва розташована за координатами 21°35′24″ пн. ш. 158°6′31″ зх. д. / 21.59000° пн. ш. 158.10861° зх. д. (21.590059, -158.108648).  За даними Бюро перепису населення США в 2010 році переписна місцевість мала площу 7,75 км², з яких 5,91 км² — суходіл та 1,83 км² — водойми.

## Демографія
Згідно з переписом 2010 року, у переписній місцевості мешкало 3970 осіб у 1191 домогосподарстві у складі 866 родин. Густота населення становила 513 осіб/км².  Було 1318 помешкань (170/км²).
Расовий склад населення:
| - 33,6 % — азіатів - 24,7 % — білих - 10,4 % — вихідців з тихоокеанських островів - 0,4 % — чорних або афроамериканців - 0,3 % — корінних американців - 1,3 % — осіб інших рас |

До двох чи більше рас належало 29,3 %. Частка іспаномовних становила 11,2 % від усіх жителів.
За віковим діапазоном населення розподілялося таким чином: 23,2 % — особи молодші 18 років, 64,1 % — особи у віці 18—64 років, 12,7 % — особи у віці 65 років та старші. Медіана віку мешканця становила 37,2 року. На 100 осіб жіночої статі у переписній місцевості припадало 105,8 чоловіків;  на 100 жінок у віці від 18 років та старших — 104,1 чоловіків також старших 18 років.
Середній дохід на одне домашнє господарство  становив 69 926 доларів США (медіана — 63 844), а середній дохід на одну сім'ю — 79 615 доларів (медіана — 73 826). Медіана доходів становила 38 036 доларів для чоловіків та 37 742 долари для жінок. За межею бідності перебувало 10,8 % осіб, у тому числі 12,0 % дітей у віці до 18 років та 8,9 % осіб у віці 65 років та старших.
Цивільне працевлаштоване населення становило 1556 осіб. Основні галузі зайнятості: мистецтво, розваги та відпочинок — 18,8 %, освіта, охорона здоров'я та соціальна допомога — 13,4 %, роздрібна торгівля — 13,3 %.